# Liparis microcharis
Liparis microcharis är en orkidéart som beskrevs av Rudolf Schlechter. Liparis microcharis ingår i släktet gulyxnen, och familjen orkidéer. Inga underarter finns listade i Catalogue of Life.